# Paracladella calicutana
Paracladella calicutana är en stekelart som beskrevs av Hayat 2003. Paracladella calicutana ingår i släktet Paracladella och familjen sköldlussteklar. Inga underarter finns listade i Catalogue of Life.